# Orangeburg County
Orangeburg County är ett administrativt område i delstaten South Carolina, USA. År 2010 hade countyt 92 501 invånare. Den administrativa huvudorten (county seat) är Orangeburg.

## Geografi
Enligt United States Census Bureau har countyt en total area på 2 922 km². 1 619 km² av den arean är land och 57 km² är vatten.

### Angränsande countyn
- Calhoun County, South Carolina - nord
- Clarendon County, South Carolina - nordöst
- Dorchester County, South Carolina - sydöst
- Berkeley County, South Carolina - sydöst
- Bamberg County, South Carolina - syd
- Colleton County, South Carolina - syd
- Aiken County, South Carolina - väst
- Barnwell County, South Carolina - väst
- Lexington County, South Carolina - nordväst

### Orter
- Bowman
- Branchville
- Orangeburg (huvudort)
- Vance
- Woodford